# Phosphoglycolate phosphatase
La phosphoglycolate phosphatase (PGP) est une hydrolase qui catalyse la réaction :
2-phosphoglycolate + H2O  {\displaystyle \rightleftharpoons }  glycolate + Pi.
Cette enzyme intervient notamment chez les plantes au sein des chloroplastes dans la photorespiration. On la trouve également dans les érythrocytes.